# 布扎湖
布扎湖（白俄羅斯語：Бужа）是白俄羅斯的湖泊，位於布拉斯拉夫西北7公里，由維捷布斯克州負責管轄，長3.42公里、寬1.72公里，面積4.18平方公里，集水區面積66平方公里，湖岸線長度12.2公里，最大水深9.1米。